# حنا مصلح
حنا مصلح (1954-) مخرج فلسطيني ولد في بيت جالا في الضفة الغربية في فلسطين، التحق بمدرسة المينونايت درس في جامعة لينينغراد الحكومية في روسيا للحصول على شهادة في الأنثروبولوجيا، وبعدها درس في جامعة مانشستر في إنجلترا. منذ عام 1980 عمل أستاذًا في جامعة بيت لحم في قسم الدراسات الثقافية والتاريخ وتقدير أفلام الأنثروبولوجيا والدين والفلسفة.

## الأفلام
أخرج حنا مصلح العديد من الأفلام والتي على إثرها شارك في العديد من المهرجانات السينمائية وكان منها:
- فيلم (حفل زفاف سحر) عام 1991 .
- مسلسل المركز الدولي لبيت لحم والذي يناقش حق تقرير المصير الفلسطيني.
- شارك في مهرجان القاهرة الدولي لسينما الأطفال - حياة الأطفال الفلسطينيين الذين عانوا من إعاقات دائمة في العنف المستمر في الأراضي المقدسة ومُنحت الجائزة الذهبية للفيلم قصير.
- فيلم (نحن جنود الله).
- فيلم (لغة الإشارة الفلسطينية- الأطفال الفلسطينيون ذوو الاحتياجات الخاصة).
- فيلم (أنا ملاك صغير).
- فيلم (في شبكة العنكبوت).

- فيلم (الجدار في الجدار: قصة في بيت لحم).